# アジャム・ブジャラリ・モハメッド
アジャム・ブジャラリ・モハメッド（Ajam Boujarari Mohamed、1961年4月3日 - ）はモロッコ出身の元サッカー選手で、指導者。日本ではサミアまたはモハメド・サミアの名前で呼ばれていた。

## 来歴
現役時代はモロッコの国内リーグでプレーし、その後ナイジェリア代表や南アフリカ共和国代表のスタッフとして指導者の経験を積む。この時フィリップ・トルシエに従事しており、1998年にトルシエがサッカー日本代表に就任するとサミアも代表コーチに就任し、トルシエが退任する2002 FIFAワールドカップまでトルシエのサポートを行なっていた。
トルシエがフランスへ帰国した後も日本に留まり、2003年に湘南ベルマーレの監督に就任。トルシエの戦術である「フラット3」を取り入れ、開幕戦のモンテディオ山形戦を2-0で勝利したがすぐに戦術を見破られその後は低迷。選手とのコミュニケーション不全なども指摘され、第14節にチームが最下位に転落すると成績不振を理由に辞任を申し出、モロッコへ帰国。
程なくして、カタール代表のスタッフに就任。

## 監督成績
| 年度 | リーグ | 試合数 | 勝利 | 引分 | 敗戦 | 勝点 | 順位 | チーム         |
| ---- | ------ | ------ | ---- | ---- | ---- | ---- | ---- | -------------- |
| 2003 | J2     | 14     | 3    | 1    | 10   | 10   | 12位 | 湘南ベルマーレ |

※在任期間中の成績。